# 為那都比古神社

鳥居

為那都比古神社（いなつひこじんじゃ）は、大阪府箕面市石丸にある神社。式内社で、旧社格は村社。

## 祭神
祭神は次の8柱。
主祭神
- 為那都比古大神
- 為那都比売大神

合祀神
- 天照皇大神、大山咋神、木花咲耶姫神

天児屋根命、火之迦具土神、菅原道真公
延長5年（927年）成立の『延喜式』神名帳では「為那都比古神社二座」と記載が見え、この2座は為那都比古神・為那都比売神の2神に比定される。ただし為那都比売神は旧・大宮神社（現在は廃社：跡地は箕面市白島）における祭神で、明治40年（1907年）に当社に合祀された。他の天照皇大神以下も明治40年の合祀になる。

### 祭神について

医王山大宮寺（箕面市白島）

主祭神2柱（為那都比古神・為那都比売神）の神名の「いな」は、地名に由来する。「為那」のほか「猪名」「為奈」「為名」等と表記され、猪名川流域（摂津国豊島郡・河辺郡）を指す広域地域の名称であった。このような「地名 + つ + ひこ/ひめ」という名称を持つ神・人物は吉備津彦・伊勢津彦など多くの例が知られ、「為那都比古/比売」の場合もそれらと同様に、猪名地方にいた豪族首長層の神格化と推測される。ただし、具体的にいずれの氏族に比定するかについては諸説がある（考証節参照）。
また前述のように、為那都比売神は箕面市白島にあった大宮神社の祭神である。為那都比古・為那都比売両神は寛平年間（889年-898年）に別殿に分かれたといわれ、確かな史料では正嘉3年（1259年）の勝尾寺文書に「当庄西東天王并若宮天満天神」の記述が認められる。この大宮神社は明治40年の合祀後に廃社となり、同地では元神宮寺のうち薬師堂を残すのみとなっている。その跡地付近では神が降臨したという巨岩（ヨーガ岩/医王岩）が知られ、加えて『摂陽群談』・『摂津志』では為那都比古神社の項に大宮神社の解説のみを載せることから、この大宮神社の方を式内社「為那都比古神社二座」の主社とする説も挙げられている。
なお、為那都比古神社はかつて一時期には祭神を牛頭天王とし、神社自体も「天王」と称されていたという。これについて『摂津名所図会』では、天正年間（1573年-1592年）に織田信長が高山右近に摂津国の寺社を改めさせた際、当社の神人は神号を牛頭天王（信長の氏神という）に改めて愁訴したので、難をのがれたと伝える。
「いなつひこ」を祀る他の神社としては猪名津彦神社（池田市宇保町）も知られ、円墳上に鎮座する同社を本来の式内社「為那都比古神社」とする説もあるが、詳らかではない。

## 歴史
創建は不詳。前述のように、猪名地方に居住した豪族による奉斎に始まると考えられている。境内西方の箕面市如意谷では銅鐸（如意谷銅鐸）の出土が知られ、それと為那都比古神社の淵源との関わりを推測する説もある。
延長5年（927年）成立の『延喜式』神名帳では摂津国豊島郡に「為那都比古神社二座」と記載され、2座が式内社に列している。平安時代中期の『和名抄』に見える地名のうちでは、当地は豊島郡駅家郷に比定される。
江戸時代の祭礼の様子は『摂津名所図会』等に記されている。
明治維新後、明治5年（1872年）に近代社格制度において村社に列し、明治40年（1907年）2月に神饌幣帛料供進神社に指定された。明治40年6月14日には、前述の大宮神社のほか、旧萱野村10ヶ村の神社が合祀されている。

## 境内

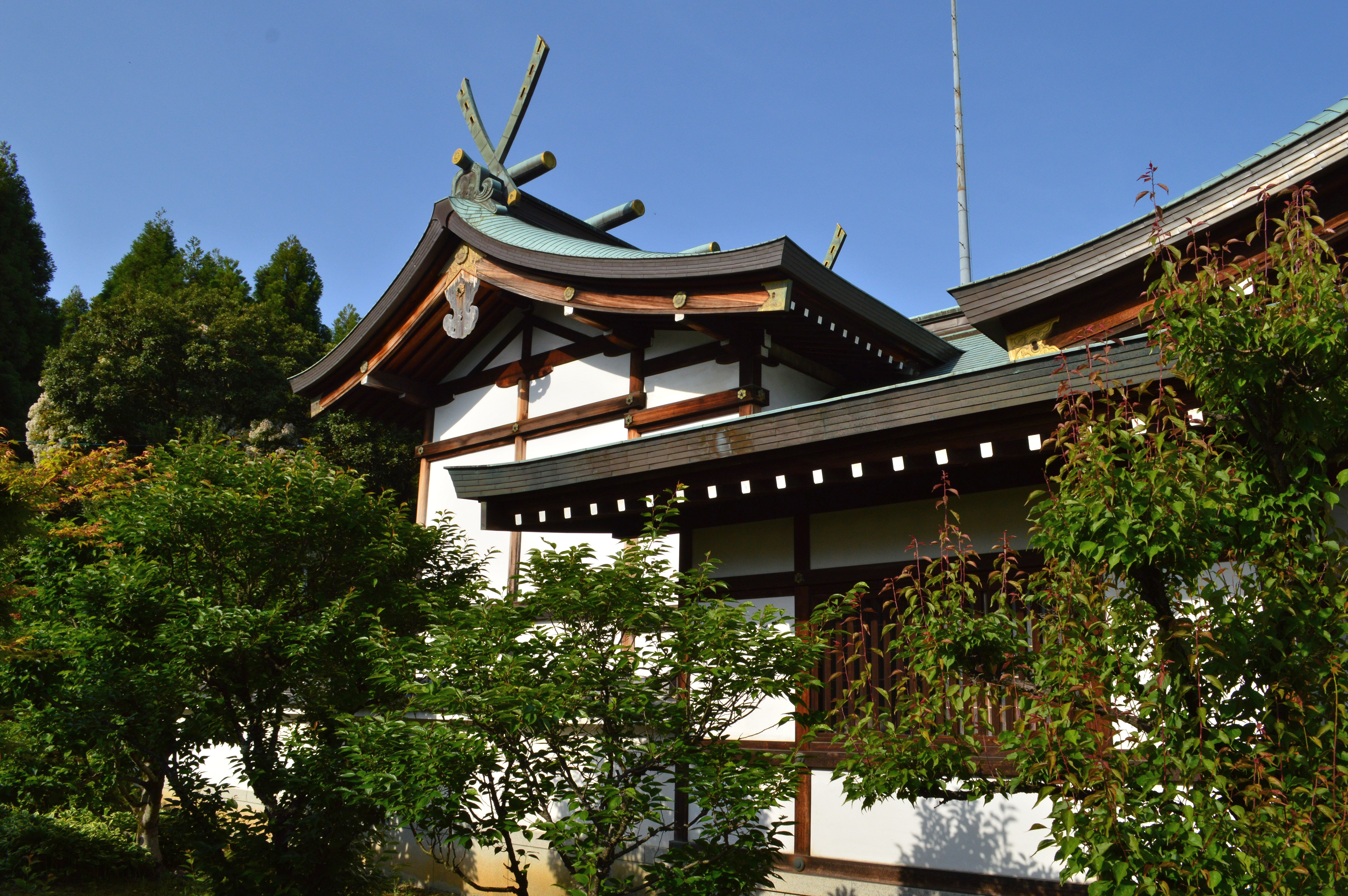
本殿の覆屋
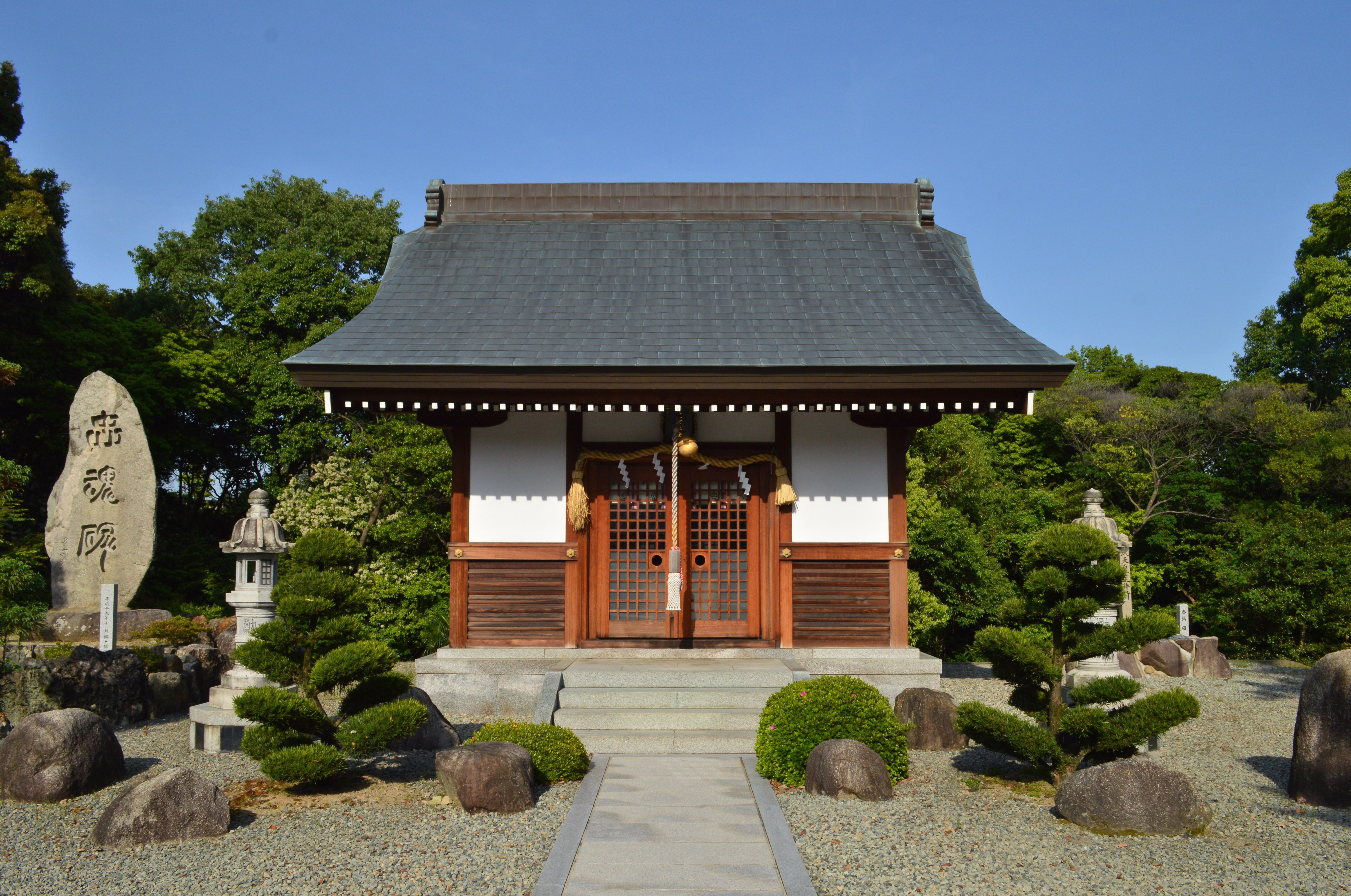
英霊奉安殿
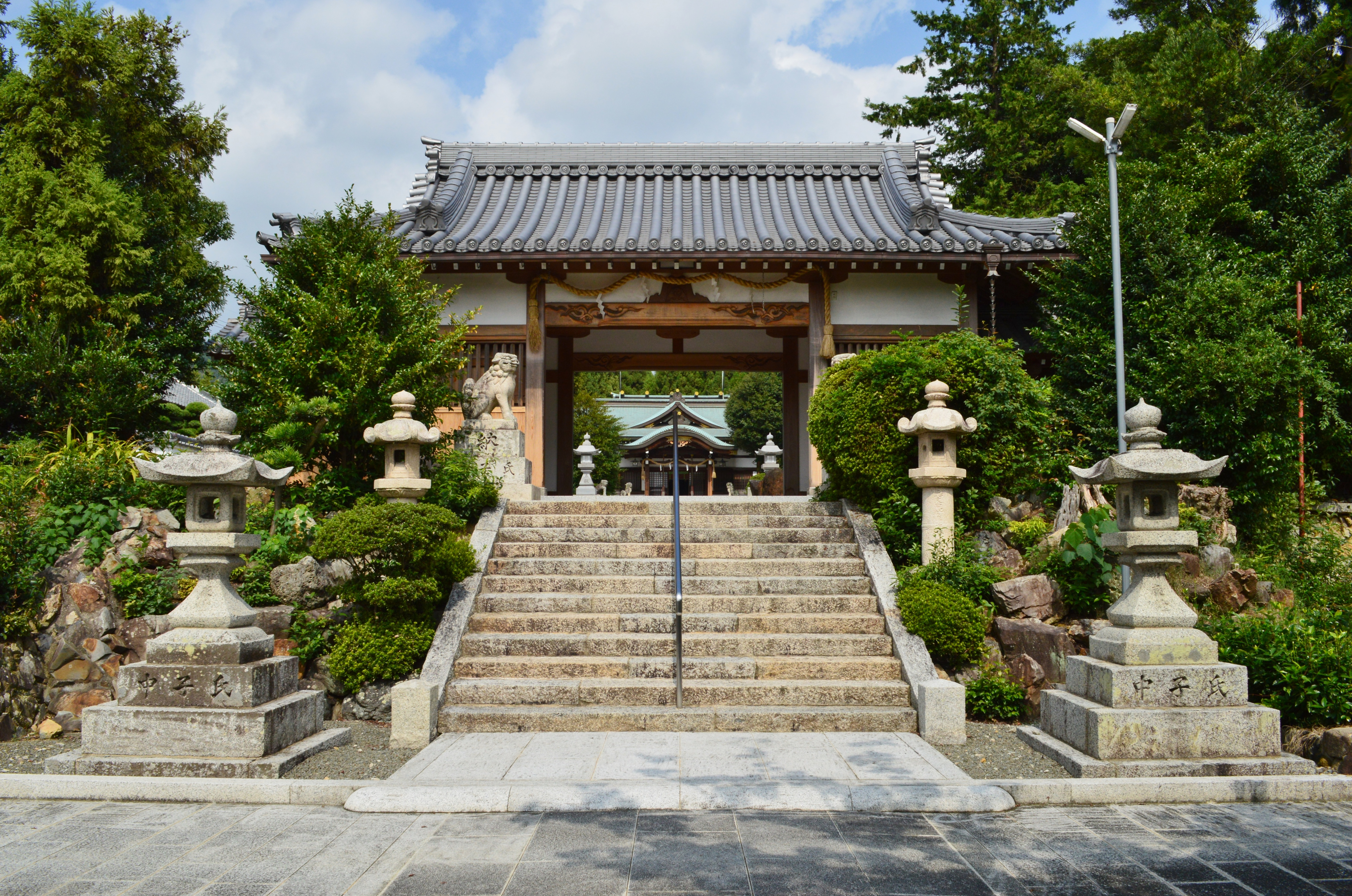
神門

## 摂末社

天満宮

- 天満宮

## 考証

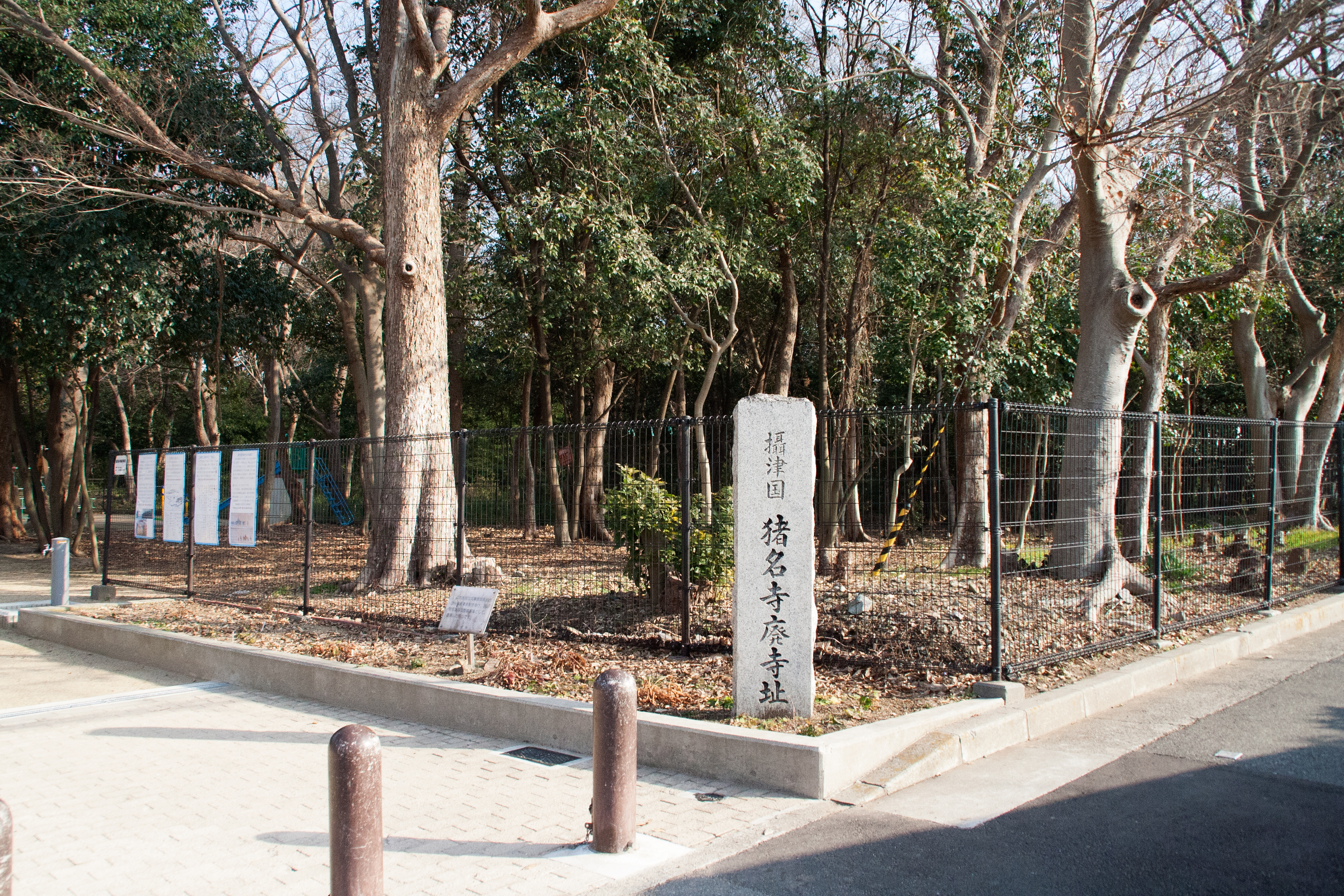
猪名寺廃寺跡（兵庫県尼崎市）猪名寺一帯は猪名地方の中心地と見られるのに対し、為那都比古神社は猪名地方の東端に鎮座する。

為那都比古神社の奉斎氏族については諸説がある。具体的な奉斎氏族を検討する要素としては、『新撰姓氏録』において摂津国を本貫とする次の氏族の記載が知られる。
- 摂津国皇別 為奈真人 - 宣化天皇皇子の火焔王の後。
- 摂津国皇別 川原公 - 為奈真人同祖。火焔親王の後。天智天皇の御世に居に依り川原公の姓を賜う。
- 左京神別 猪名部造 - 伊香我色男命の後。
- 摂津国諸蕃 為奈部首 - 出自は百済国人の中津波手。
- 摂津国未定雑姓 為奈部首 - 伊香我色乎命六世孫の金連の後。

以上のうち、冒頭の為奈真人（為奈氏）は国史にも記載が見える氏族で、伴信友は『神名帳考証土代』において当社祭神を為那真人の祖先神に比定する説を挙げ、『特選神名牒』でも祭神を宣化天皇皇子の上殖葉皇子（恵波王、偉那公/韋那君の祖）に比定する説を挙げている。
一方、古代の猪名地方の中心地（および為奈氏・川原氏の本貫地）は、『和名抄』に見える河辺郡（川辺郡）為奈郷（現在の兵庫県尼崎市の東北部）と見られており、為那都比古神社は「いな」を冠する神社ながら猪名地方の東端（豊島郡駅家郷）に位置することから、奉斎氏族を上記の為奈氏とする説については否定の向きが強い。為奈氏以外の説としては、上記の物部氏系・渡来系の猪名部氏（為奈部氏）と想定する説や、『摂陽群談』で大宮神社の祭祀に時原氏（秦氏支族）の関与が見られることから、秦氏と想定する説がある。
なお、『日本書紀』には古代のアガタとして「猪名県」の記載が見えることから、当社の奉斎氏族は猪名県主を担ったとする説も挙げられている。